# Кукова (Јаши)
Кукова (рум. Cucova) насеље је у Румунији у округу Јаши у општини Струнга. Oпштина се налази на надморској висини од 275 m.

## Становништво
Према подацима из 2002. године у насељу је живело 174 становника, од којих су сви румунске националности.